# Theberath

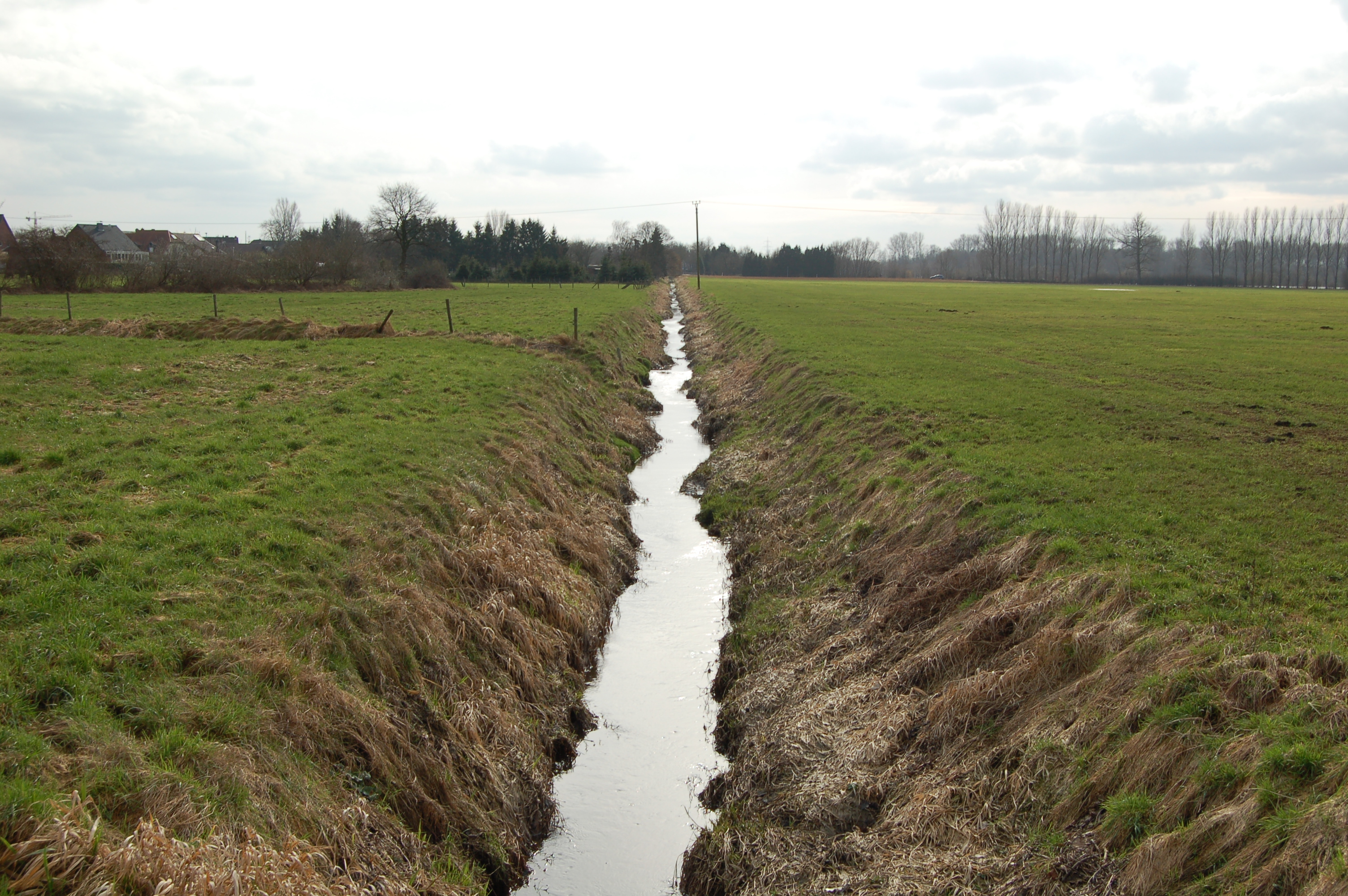
Die Junge Wurm westlich von Theberath

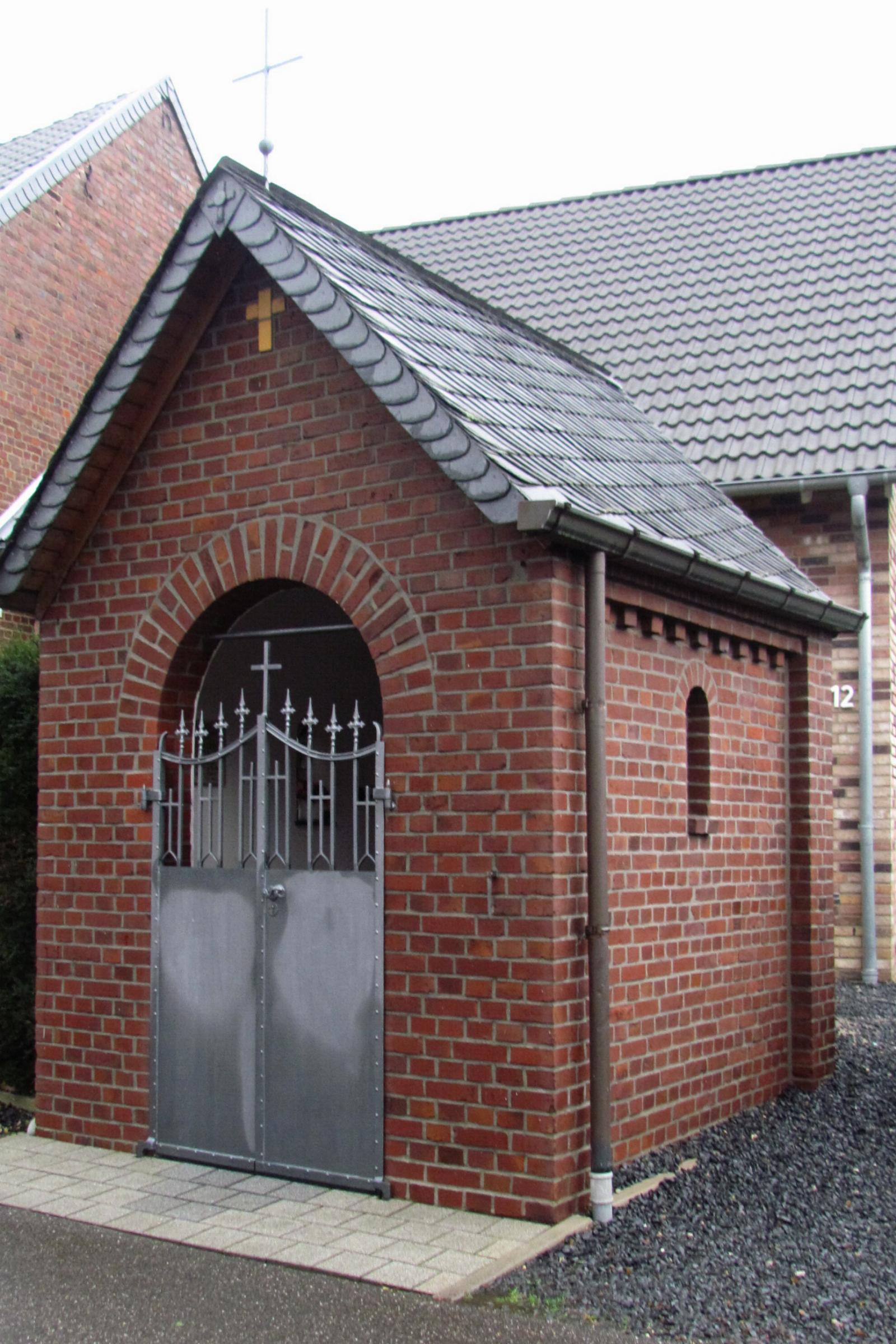
Kapelle Theberath

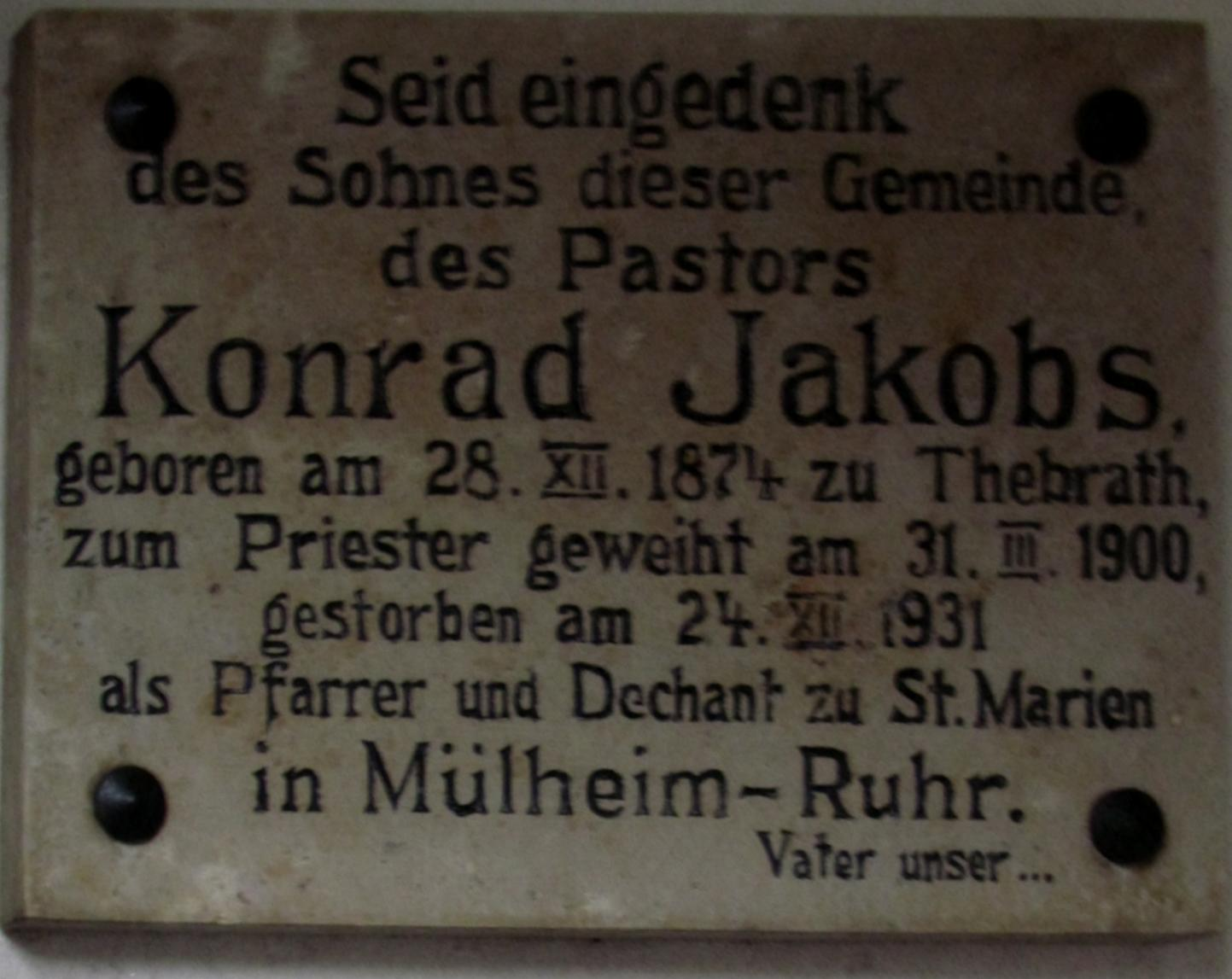
Gedenktafel für Konrad Jakobs

Theberath ist ein Ortsteil der Kreisstadt Heinsberg in Nordrhein-Westfalen.

## Lage
Der kleine Ort liegt nördlich des Heinsberger Stadtzentrums, östlich der Jungen Wurm. Nachbarorte sind die ebenfalls zu Heinsberg gehörenden Weiler Eicken und Floitgraf. Die Siedlung besteht nur aus wenigen Häusern und hat 192 Einwohner (Stand 2012). Bei Theberath mündet der Vongelaaker Bach in die junge Wurm, welcher nach Grundwasserabsenkungen heute jedoch kaum noch Wasser führt.

## Geschichte
Das Dorf Theberath entstand auf einer Rodungsfläche und ist wahrscheinlich nach dem ersten Bewohner benannt worden. Ursprünglich gab es hier zwei kleinere Gewässer, den Steinbach und den Mühlenbach. Beide Bäche wurden 1937/38 bei Trockenlegungsarbeiten beseitigt und durch einen sogenannten Vorflutgraben ersetzt.
Historisch gehörte der Ort zum ca. 1,6 Kilometer entfernten Kempen und war der Bürgermeisterei bzw. dem Amt Karken zugeordnet. 1830 lebten in Theberath 87 Einwohner. Im Zuge der kommunalen Neugliederung wurde das ehemalige Amt Karken mit Wirkung vom 1. Januar 1972 aufgelöst und mit seinen Ortsteilen in die Stadt Heinsberg eingemeindet.

## Sehenswürdigkeiten
Kapelle Theberath: Die kleine Kapelle befindet sich in der Ortsmitte an der Pastor-Jacobs-Straße. Sie entstand nach einem Entwurf des Aachener Architekten Peter Salm, der verschiedene Kirchenbauten im Rheinland schuf, und wurde am 30. Juni 1935 eingeweiht. Zuvor gab es an dieser Stelle lediglich ein schlichtes hölzernes Wegkreuz. Die Finanzierung des Bauwerks erfolgte durch Spenden und die Stiftung eines Baugrundstücks. Der kleine Backsteinbau besitzt als Eingang einen Rundbogen und wird von einem Satteldach abgeschlossen. Auf der Mitte des Daches weist ein Kreuz auf die religiöse Funktion des Gebäudes hin. Zur Ausstattung des weiß verputzten Innenraumes gehören ein Altar und ein Kruzifix sowie mehrere Heiligenfiguren. Eine Gedenktafel erinnert an den in Theberath geborenen Pastor Konrad Jakobs. 2004 wurde die Kapelle restauriert.

## Persönlichkeiten
1874 wurde in Theberath der als Ruhrpastor bekannt gewordene katholische Pfarrer Konrad Jakobs (1874–1931) geboren.